# 브레인즈 베이스
주식회사 브레인즈 베이스(일본어: 有限会社ブレインズ・ベース 가부시키가이샤 부레인즈 베스[*], 영어: Brain's Base Inc.)는 애니메이션의 기획·제작을 주된 사업 내용으로 하는 일본의 기업이다.

## 역사
도쿄 무비 신사(현: TMS 엔터테인먼트)에서 《날아라! 호빵맨》의 제작과 《루팡 3세 트와일라이트☆제미니의 비밀》의 프로듀서 등을 맡은 오자와 쥬코우가 퇴사 후인 1996년 7월에 설립했다. 당초에는 《진 겟타로보》 등의 나가이 고 원작의 로봇 애니메이션 작품의 OVA의 제작과 컴퓨터 게임의 무비 파트 제작을 주로 하고 있었다.
2000년에 첫 극장 영화 작품으로서 《바람을 본 소년 The Boy Who Saw The Wind》를 제작. 그 2년 후인 2002년에는 《폭투선언 다이간다》로 TV 애니메이션의 원청 제작에 진출했다. 그 후, 2000년대 후반경에 촬영 부문과 편집실을 개설. 자사에서 거의 일관된 제작 체제를 갖추었다.

## 작품

### TV 애니메이션
- 폭투선언 다이간다 (2002년)
- 합체용사 플러스터 (2003년, 공동 제작: actas)
- 카미츄! (2005년)
- 건퍼레이드 오케스트라 (2005년)
- 이노센트 비너스 (2006년)
- 기신대전 기간틱 포뮬러 (2007년)
- 바카노! (2007년)
- 쿠레나이 (2008년)
- 나츠메 우인장 (2008년)
- 속 나츠메 우인장 (2009년)
- 아키칸! (2009년)
- 늑대와 향신료 (2009년, 공동 제작: Marvy Jack)
- 듀라라라!! (2010년)
- 해파리 공주 (2010년)
- Dororon 엔마군 메라메라 (2011년)
- 신의 인형 (2011년)
- 돌아가는 펭귄드럼 (2011년)
- 나츠메 우인장 참 (2011년)
- 나츠메 우인장 사 (2012년)
- 전국 컬렉션 (2012년)
- 옆자리 괴물군 (2012년)
- 익시온 사가 DT (2012년)
- AMNESIA(2013년)
- 역시 내 청춘 러브코메디는 잘못됐다. (2013년)
- 블러드 래드 (2013년)
- BROTHERS CONFLICT (2013년)
- 디-프래그! (2014년)
- 신들의 장난 (2014년)
- 우리들은 모두 카와이네 (2014년)
- 일주일간 친구 (2014년)
- 경계의 린네 (2015년)
- 청춘×기관총 (2015년)
- 댄스 위드 데빌즈 (2015년)
- 엔드라이드 (2016년, 공동 제작: Lapin Track)
- 경계의 린네 (제2시리즈) (2016년)
- 서뱀프 (2016년, 공동 제작: 플래티넘 비전)
- 치어남자!! (2016년)
- 내가 인기 있어서 어쩌자는 거야 (2016년)
- 경계의 린네 (제3시리즈) (2017년)
- 복면 노이즈 (2017년)
- 학원 베이비시터즈 (2018년)
- 전국 바사라 (2018년)
- 그림 노츠 The Animation (2019년)
- 듀얼마스터즈!! (2019년, 공동 제작: 쇼가쿠칸 뮤직&디지털 엔터테인먼트)
- 허구추리 (2020년)
- 듀얼마스터즈 킹 (2020년, 공동 제작: 쇼가쿠칸 뮤직&디지털 엔터테인먼트)
- 듀얼마스터즈 킹! (2021년, 공동 제작: 쇼가쿠칸 뮤직&디지털 엔터테인먼트)
- 불멸의 그대에게 (2021년)
- 듀얼마스터즈 킹 MAX (2022년, 공동 제작: 쇼가쿠칸 뮤직&디지털 엔터테인먼트)
- 듀얼마스터즈 WIN (2022년, 공동 제작: 쇼가쿠칸 뮤직&디지털 엔터테인먼트)
- 허구추리 Seoson2 (2023년)
- 듀얼마스터즈 WIN 결투학원편 (2023년, 공동 제작: 쇼가쿠칸 뮤직&디지털 엔터테인먼트)
- 출동! 119구조대 구국의 오렌지 (2023년)
- 마왕인 내가 노예 엘프를 신부로 삼았는데 어떻게 사랑하면 되지? (2024년)
- 출입금지 모구라 (2025년)

### 극장 애니메이션
- 바람을 본 소년 (2000년)
- 반딧불이의 숲으로 (2011년)

### OVA
- 진 겟타로보 세계 최후의 날 (1998년)
- 진 겟타로보 대 네오 겟타로보 (2000년)
- 마징카이저 (2001년)
- 신 겟타로보 (2004년)
- 슈퍼로봇대전 ORIGINAL GENERATION THE ANIMATION (2005년)
- 귀공자 엔마 (2006년)
- 네가 바라는 영원 ~Next Season~ (2007년, 공동 제작:  마루화 팩토리)
- 전파적 그녀 (2009년)
- 쿠레나이 (2010년)
- 사상 최강의 제자 켄이치 (2012년)
- 암살교실 수학여행편 (2013년)
- 나츠메 우인장 언젠가 눈오는 날에 (2014년)
- 누나 로그 (2014년)
- BROTHERS CONFLICT (2014년)

## 같이 보기
- 슈카 (스튜디오)
- 플래티넘 비전